# Seksualiteit
Seksualiteit bij de mens is het complex van gevoelens en handelingen van lichamelijke aard, gepaard gaand met lust en seksuele opwinding. Seksualiteit is van belang voor de voortplanting, voor bevestiging van een relatie tussen personen en voor het beleven van genot, bijvoorbeeld bij vrijen. Seksualiteit is verbonden met normen, wetten en taboes. Taboes gelden voor voorkeuren en oriëntaties die afwijken van de door de meerderheid van de mensen gepraktiseerde heteroseksualiteit.
Het woord seks wordt over het algemeen gebruikt in het kader van seksuele handelingen, minder dan het woord seksualiteit, wanneer er alleen sprake is van lustgevoelens.

## Biologische aspecten
Voor de seksualiteit spelen de geslachtsorganen een belangrijke rol, maar ook andere gevoelige delen van het lichaam zoals borsten, tepels en billen. Hun rol is afhankelijk van zowel persoonlijke voorkeur als culturele normen en gewoontes. Daarnaast zijn ook andere delen van het lichaam van belang, bijvoorbeeld bij de vorming van hormonen.
Als een geslachtsrijpe man en vrouw geslachtsgemeenschap hebben, kan dat leiden tot een zwangerschap. Door middel van anticonceptie kan men proberen om zwangerschap voorkomen. Dit maakt het mogelijk, onbezorgder van seksualiteit te genieten. Sommige vormen van anticonceptie hebben bijwerkingen.

## Geaardheid

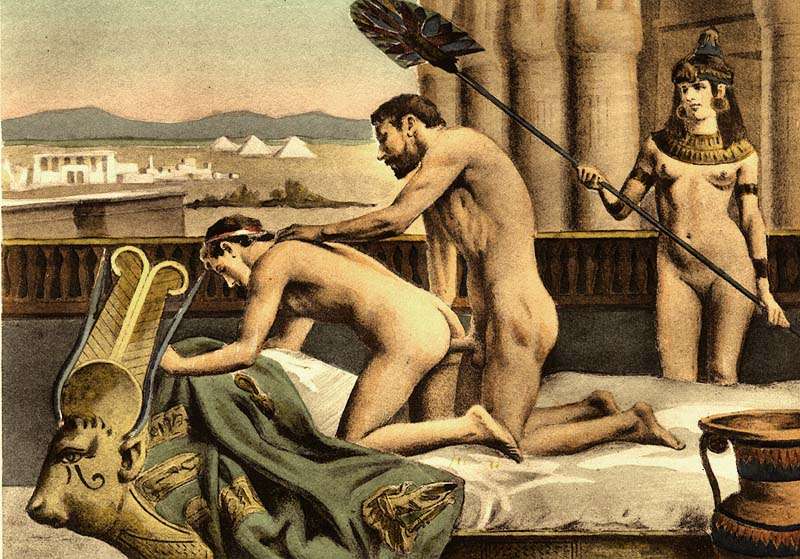
Negentiende-eeuwse pornografie: Hadrianus en Antinous in Egypte toont een homoseksuele handeling. Édouard-Henri Avril (1843-1928).

Mensen die zich seksueel aangetrokken voelen tot de andere sekse, zijn heteroseksueel. Mensen die zich tot dezelfde sekse voelen aangetrokken worden homoseksueel genoemd, waarbij vrouwen doorgaans lesbiennes genoemd worden. Er bestaan ook biseksuele mensen, zij voelen zich aangetrokken tot beide seksen.
Mensen die geen gevoelens hebben op het gebied van seksualiteit worden aseksueel of ook wel non-libidoïst genoemd. Interseksueel zijn mensen van wie de uiterlijke geslachtskenmerken bij de geboorte onduidelijk waren. Queer noemen zich mensen die zich verzetten tegen de hokjesgeest en de normaliteit van heteroseksualiteit en ten slotte zijn er nog questionables, vaak jonge mensen die (nog) niet weten wat hun seksuele voorkeuren zijn.

## Voorkeuren
Niet alle mensen beleven seksualiteit op dezelfde manier. Er zijn vele seksuele voorkeuren om seksualiteit te bedrijven en te ervaren, waarvan sommige in de huidige maatschappij geaccepteerd worden, terwijl op andere een taboe rust en diegene met een schaderisico voor personen of dieren soms strafbaar zijn.

## Gewoontes, normen en waarden

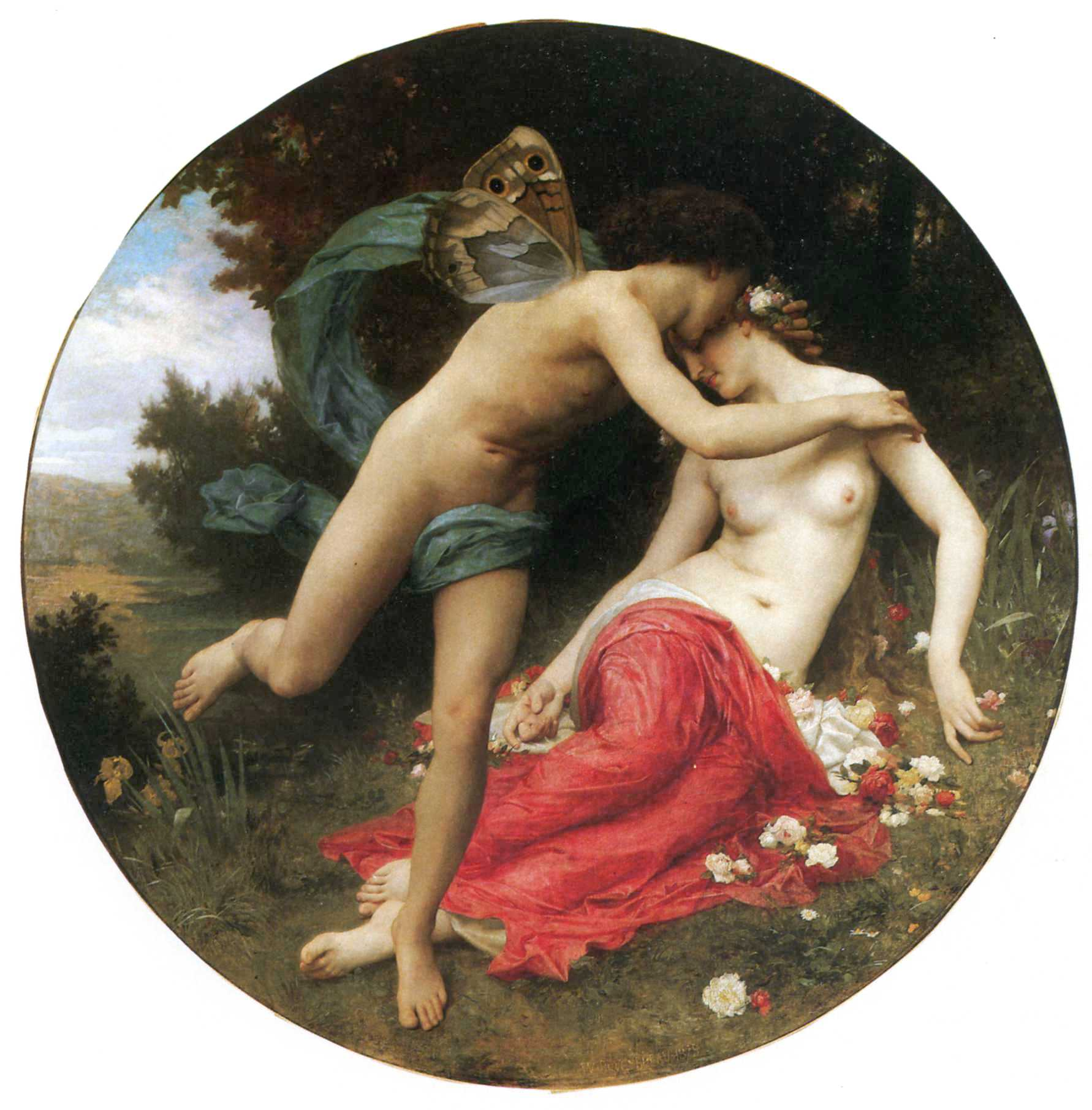
Chloris en Zephyros door William-Adolphe Bouguereau (1825-1905)

Vanwege de sociale aard van seksualiteit kunnen er verschillende culturele typen worden onderscheiden, die verschillen in de aard van aanvaardbare uitingen van seksuele gevoelens.
Zo kan men samenlevingen indelen in verschillende types, zoals onder andere volgende types. 
Het amoreel type, is kenmerkend voor de prehistorische zeer primitieve samenlevingen. Het heeft verder eveneens bestaan in Japan en op sommige eilanden in de Stille Oceaan. In dit culturele type wordt seksualiteit op gelijke voet beschouwd met andere fysieke menselijke behoeften (voedsel, slaap, ademhaling, bescherming tegen koude enz.). Er is geen ontwikkeld systeem van taboes en beperkingen die verband houden met seksuele relaties. Er zijn dus weinig beperkingen wat betreft seksueel gedrag. In de meest extreme vorm betekent dit dat alles mag.
Het liberaal type wordt gekenmerkt door tolerantie tegenover een grote verscheidenheid aan uitingen van seksualiteit, gebrek aan dwang tot bepaalde normatieve vormen van seksueel gedrag. Tegelijkertijd beschouwt dit soort cultuur seksualiteit niet strikt als een natuurlijke, biologische component van het menselijk leven. Seksualiteit is eerder een van de belangrijke componenten van sociale relaties.
Het vrijers type, gekenmerkt door het overwicht van dubbele morele normen, waarbij openlijke uitingen van seksualiteit worden veroordeeld, maar achter gesloten deuren bepaalde uitingen van seksuele vrijheid worden toegestaan, waaronder overspel (door één of door beide partners).
Het repressieve type dat streeft naar een vrijwel volledige onderdrukking van seksualiteit, wat tot uiting komt in een strikt verbod op buitenechtelijke en voorhuwelijkse relaties, de afwezigheid van seksuele voorlichting en het beperken van de rol van seks in het huwelijk tot voortplanting. Dergelijke culturen onderdrukken de ontwikkeling van seksuele gevoelens, waaronder verliefdheid.
Seksuele normen en gewoontes verschillen dus tussen culturen. Ze veranderen bovendien sterk door de tijden heen. Zie bijvoorbeeld voor seksuele opvattingen tussen ongeveer 500 voor en 500 na Chr. het artikel Seksualiteit in de oudheid.
Er kunnen religieuze en ethische bezwaren tegen bepaalde vormen van seksualiteit bestaan. Zo bestempelen bijvoorbeeld de Bijbel of de Koran allerlei seksuele handelingen en gedragingen als zondig en is het openlijk spreken over seksualiteit daardoor vaak een taboe.
Seksualiteit buiten het huwelijk respectievelijk buiten een vaste relatie kan problematisch gevonden worden of zelfs verboden zijn. Voor sommige beroepsgroepen zoals rooms-katholieke geestelijken zijn seksuele handelingen geheel verboden, het zogenoemde celibaat.

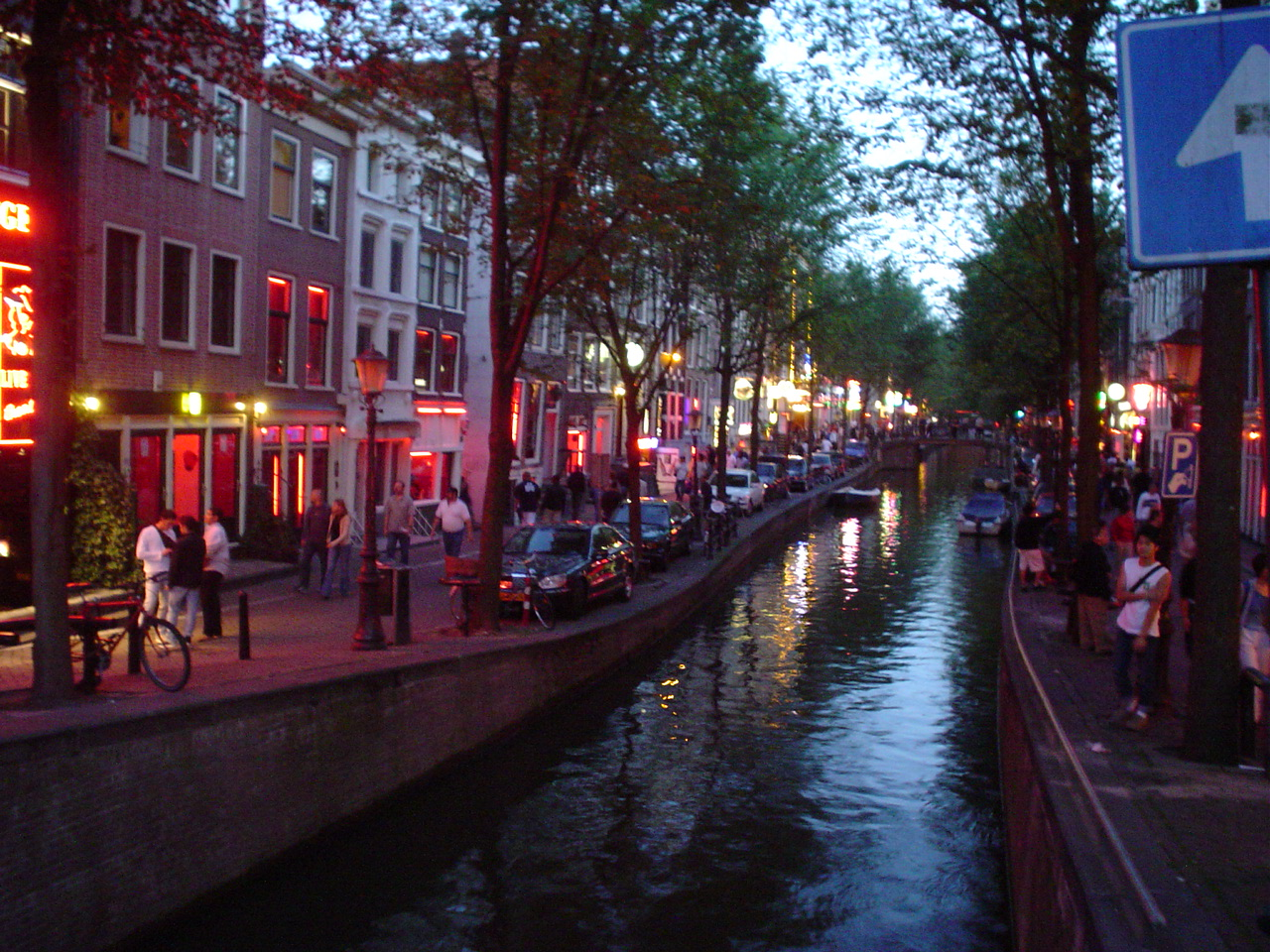
De rosse buurt in Amsterdam

In veel culturen is seks vanouds met gevoelens van schaamte omringd. Daarom bestaat vaak de gewoonte, ook in het Nederlands, om in bedekte termen om over seks te praten. In relaties tussen mensen speelt seksualiteit echter een grote rol, ook als zij geen seksuele handelingen met elkaar verrichten. Zo wordt bijvoorbeeld gediscrimineerd op grond van sekse of seksuele geaardheid, zelfs ondanks de wetgeving in westerse culturen op dit gebied.
Pornografie, het afbeelden van naakt of seksuele handelingen om lust op te wekken, is een beladen onderwerp.
Prostitutie is in de westerse cultuur vanouds een bedrijf waarbij personen, meestal vrouwen, geld verdienen met het verlenen van seksuele diensten. In andere culturen maakt het soms deel uit van godsdienstige gebruiken.

### Kerkelijk standpunt
In sommige orthodoxe kringen worden bepaalde lichamelijke handelingen afgewezen. Voorbeelden van handelingen die worden afgewezen binnen de Rooms-Katholieke Kerk zijn: masturbatie, homoseksuele handelingen, verkrachting, prostitutie, overspel en incest. Er wordt binnen de Rooms-Katholieke Kerk echter wel een onderscheid gemaakt tussen geaardheid en het bijbehorende seksuele handelen. Homofilie wordt, in tegenstelling tot wat vaak wordt gedacht, tot op zekere hoogte geaccepteerd binnen de Rooms-Katholieke traditie. De Rooms-Katholieke Kerk verwacht van elke Katholiek dat hij homo's respecteert en niet discrimineert: "Ze (homo's) moeten worden aanvaard met respect, mededogen en gevoeligheid. Elk vorm van onrechtvaardige discriminatie jegens hen moet worden vermeden". Dit concept geldt niet alleen voor homo's maar voor "zondige" mensen in het algemeen: "Met liefde voor de mensheid en haat tegen zonden" (vrij vertaald: "Heb de zondaar lief maar haat de zonde").

## Voorlichting
In de moderne tijd krijgen kinderen seksuele voorlichting zowel van de ouders, alsook op school. In de 18e, 19e en het begin van de 20e eeuw werden de details voor kinderen van burgerlijke komaf geheim gehouden. Vele kinderen werden pas op de dag voor hun huwelijk door hun ouders voorgelicht – en soms gebeurde zelfs dat niet. Kinderen van het platteland of in kleine behuizingen kregen waarschijnlijk zelf genoeg te zien.
De seksuele voorlichting is in de laatste helft van de 20e eeuw sterk van oriëntatie veranderd, in Nederland mede door toedoen van de Nederlandse Vereniging voor Seksuele Hervorming. Voorheen werd kinderen vaak alleen verteld dat seks vies was en verboden, maar aan de andere kant was geslachtsgemeenschap binnen het huwelijk wel degelijk geoorloofd en vanzelfsprekend, in sommige religieuze kringen zelfs verplicht. Tegenwoordig wordt veel meer ingegaan op de liefde, de biologie van seks en methoden om ziekten en zwangerschap te voorkomen.

## Seksuele problemen
Er zijn diverse seksuele problemen bekend. Deze hebben een psychische of een lichamelijke oorzaak.
Stoornissen:
- vaginisme
- dyspareunie ofwel pijn bij de geslachtsdaad
- frigiditeit/libidoverlies ofwel geen zin in seks
- ejaculatio preacox ofwel vroegtijdige zaadlozing
- impotentie
- retrograde ejaculatie (sperma gaat de blaas in, in plaats van naar buiten)
- priapisme
- Persistent sexual arousal syndrome
- Post-SSRI sexual dysfunction oftewel PSSD. Dit is de naam voor seksuele bijwerkingen van een SSRI, indien die niet overgaan na het stoppen met dit antidepressivum.
- hyperseksualiteit
- parafilie
- seksverslaving
- nymfomanie
- anorgasmie

Problemen van een andere aard zijn die met de vruchtbaarheid. Wanneer de man of de vrouw onvruchtbaar blijkt en er wel een kinderwens bestaat, kan soms door medisch ingrijpen toch een kind worden verwekt.
Door het intieme contact kunnen ziektes worden overgedragen. Ziektes die alléén bij intiem contact kunnen worden overgedragen heten seksueel overdraagbare aandoeningen (soa's) of geslachtsziekten. Bekende geslachtsziekten zijn chlamydia, syfilis, gonorroe of druiper, ulcus molle, en hiv dat tot aids kan leiden.

## Misbruik

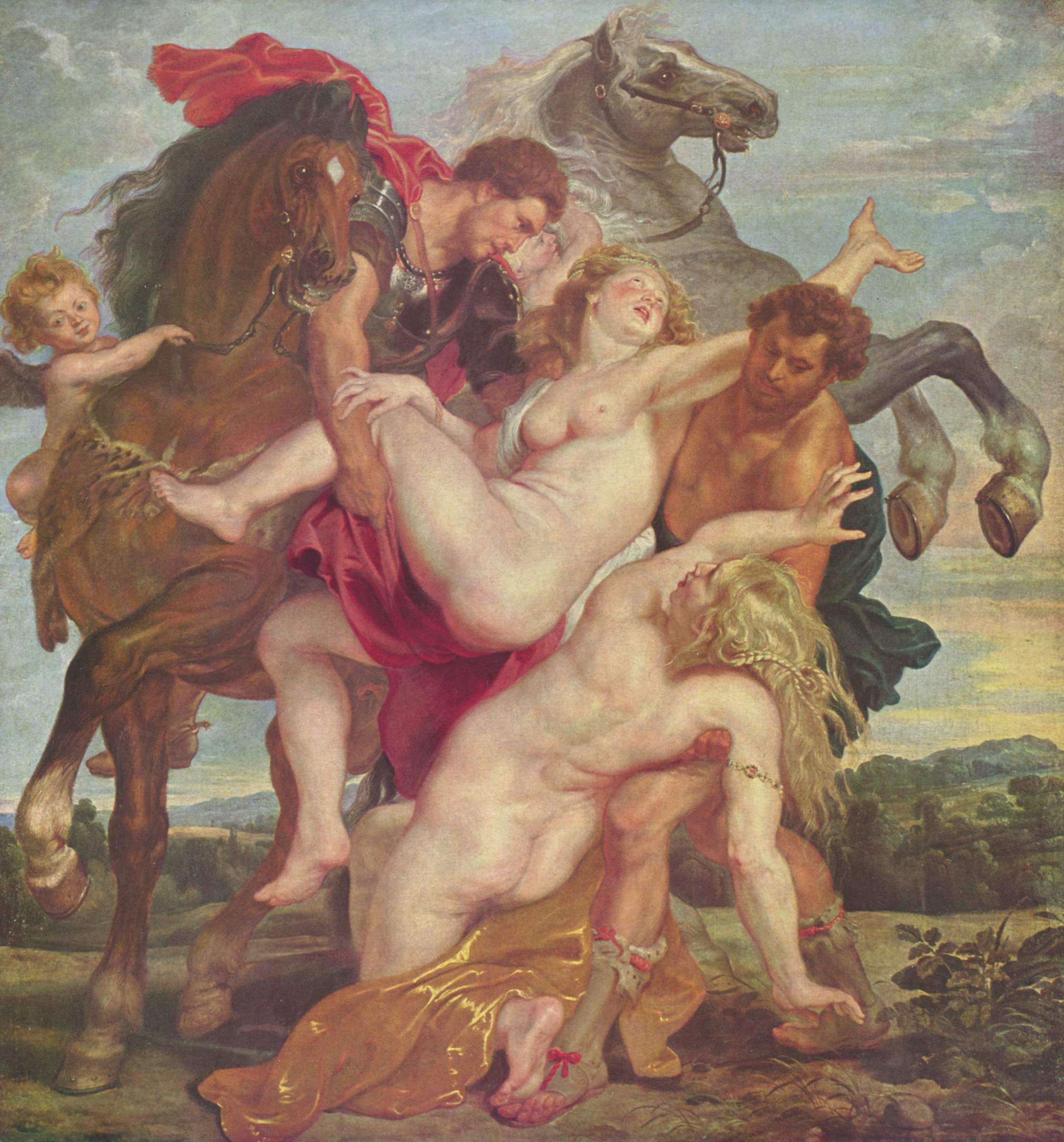
Peter Paul Rubens, Verkrachting van de dochter van Leukippos

Seksuele handelingen zijn in de westerse samenleving geaccepteerd wanneer gelijkwaardige partners vrijwillig een seksueel contact aangaan. Gelijkwaardigheid wil hier zeggen dat de partners voldoende bekwaam zijn om hun wil kenbaar te maken. Seksueel minderjarigen kunnen dit net zomin als personen in een afhankelijkheidsrelatie.
Wettelijk worden onder meer aanranding en verkrachting als misdrijven gezien.

### Incest
Wanneer familieleden onderling seksuele handelingen verrichten heet dit incest (bloedschande).

### Pedoseksualiteit
Seksueel contact tussen een volwassene en een kind jonger dan 16 jaar is zowel in Nederland als in België bij wet verboden. De seksuele aantrekking van een volwassene tot een minderjarige die nog niet geslachtsrijp is (pedofilie) of tot een puber (efebofilie) wordt tegenwoordig in de Westerse cultuur als onwenselijk beschouwd. In de klassieke oudheid kwam seksualiteit tussen volwassenen en jongeren voor in de vorm van pederastie.

## Meerderjarigheid

### België
In België mag men seksueel contact hebben vanaf 14 jaar.
Dit mag dan alleen met andere minderjarigen.
Meerderjarigen mogen geen seksueel contact hebben met 14-17-jarigen.

### Nederland
In Nederland mag men seksueel contact hebben met iemand vanaf 16 jaar. Seksueel contact met iemand die jonger is mag ook, mits het leeftijdsverschil niet te groot is. Klant zijn van een sekswerker mag alleen als deze 18 jaar of ouder is. Voor het uit zichzelf seksuele handelingen verrichten met zichzelf is er geen wettelijke leeftijdsgrens, mits men dit niet fotografeert of filmt. Het voorontwerp Wet seksuele misdrijven stelde niet langer strafbaar degene die een visuele weergave van een seksuele gedraging of een gegevensdrager bevattende een visuele weergave van een seksuele gedraging, waarbij hijzelf of een andere persoon die de leeftijd van achttien jaren nog niet heeft bereikt is betrokken, in het kader van een gelijkwaardige situatie tussen leeftijdsgenoten uitsluitend voor privégebruik vervaardigt, in bezit heeft of met die ander deelt. In de uiteindelijke Wet seksuele misdrijven is een en ander toch strafbaar gebleven.

## Spelling
Het woord seks, samenstellingen als soloseks en seksbioscoop als afgeleiden zoals seksualiteit en seksisme worden in het Nederlands altijd met ks gespeld. De spelling sex, met een x, was tot 1996 een zogenoemde toegelaten variant. De spelling met x was destijds dus geen voorkeurspelling en wordt thans gezien als verouderd. Slechts enkele leenwoorden (sexappeal, sexy, safe sex) vormen een uitzondering op de regel, vanwege hun Engelse bijklank. Samenstellingen van het Nederlandse seks met andere (leen)woorden vallen niet onder die uitzondering, ook niet als het andere lid uit het Engels komt. Volgens de officiële spelling schrijft men dus cyberseks, seksdrive, et cetera.